# Myrmarachne jugularis
Myrmarachne jugularis är en spindelart som först beskrevs av Simon 1900.  Myrmarachne jugularis ingår i släktet Myrmarachne och familjen hoppspindlar. Inga underarter finns listade i Catalogue of Life.